# Хагенов
Ха́генов (нем. Hagenow) — город в Германии, в земле Мекленбург-Передняя Померания.
Входит в состав района Людвигслуст-Пархим. Население составляет 11 324 человек (на 31 декабря 2012 года). Занимает площадь 67,44 км². Официальный код — 13 0 54 043.

## История
Впервые Хагенов упоминается в 1190-1195 годах. С 1370 года Хагенов имеет официальный статус города. Хагенов расположен в земле Мекленбург — Передняя Померания, на севере Германии. Входит в состав районного центра Людвигслюст. Город расположен вблизи Автобана А-24 Берлин-Гамбург. Расстояние до Берлина 210 км., до Гамбурга 88 км.

## Достопримечательности и культура
Музей города находится в старом городе, на самой длинной улице, которая имеет название «Длинная улица» и пересекает город с запада на восток. Это центральная улица. На ней также расположена Ратуша и лютеранская церковь. Католическая церковь находится южнее. Старая синагога расположена в старом городе.
В центре города, на «Длинной улице», находится «Мельничный пруд», где проходят представления на празднике города, который проводится ежегодно в начале июня.
Напротив городской больницы раскинулось мемориальное кладбище русских солдат, погибших во Второй мировой войне. Показательные мероприятия города проходят в здании Ратуши, Сберкассы, расположенной в центре, и на главной площади города. В городе есть своя газета «Лист Хагенова», которая входит в состав столичной газеты земли М-П города Шверин и называется «Шверинская народная газета». Есть городская библиотека. Для молодёжи и детей в городе открыты «Дом свободного времени» и спортивно-развлекательный комплекс «Кон».

## Образование и досуг
В городе три общеобразовательные школы, гимназия, школа профессионального обучения и народная школа, где можно получить среднее образование и посетить различные курсы. В городе работают кружки танцев, музыкальные кружки, есть фитнес-студия. Есть рыболовный кружок. Большое значение уделяется спорту в городе. В городе есть стадион и открытый летний бассейн. Существуют секции волейбола, борьбы, бокса, брейк-данса, футбола и др. В городе два детских сада — «Матрёшка» и «Радуга».

## Предприятия города
Кондитерская фабрика, картофельная фабрика, фабрика по производству консервов «Kühne», молочный комбинат «Danone», текстиль-логистика и деревообрабатывающая фабрика.

## Фотографии

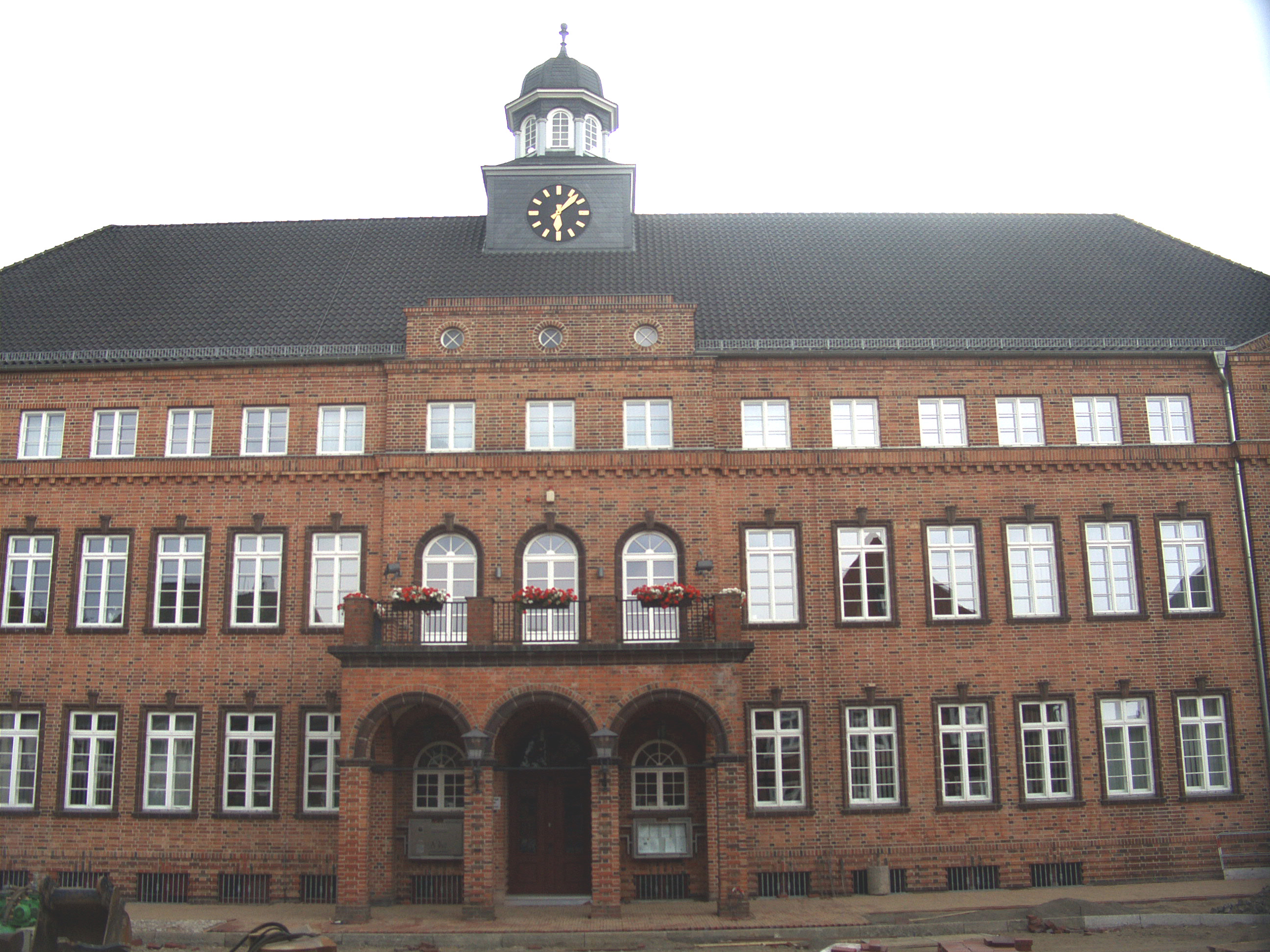
Ратуша
Вокзал
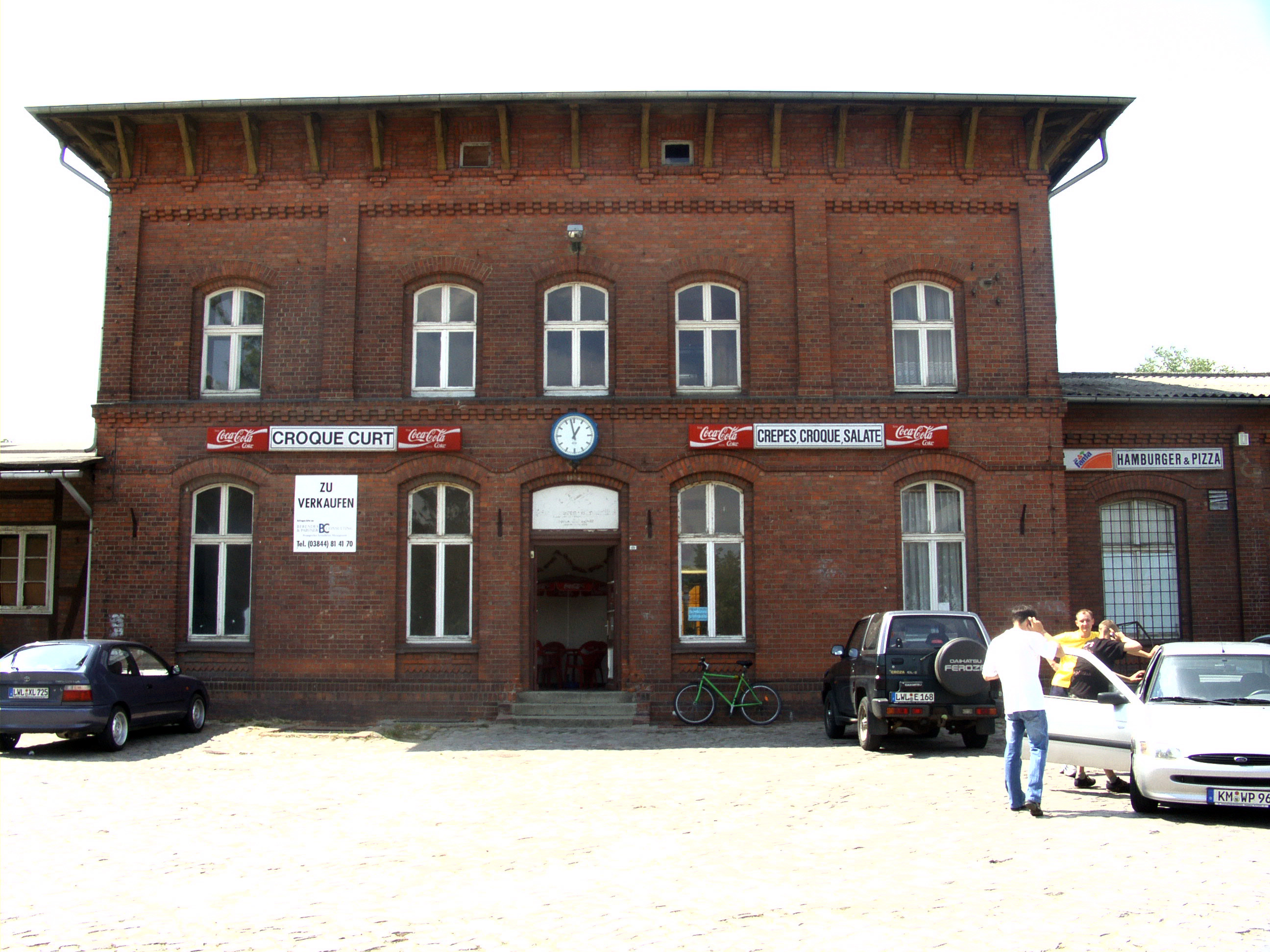
Вокзал
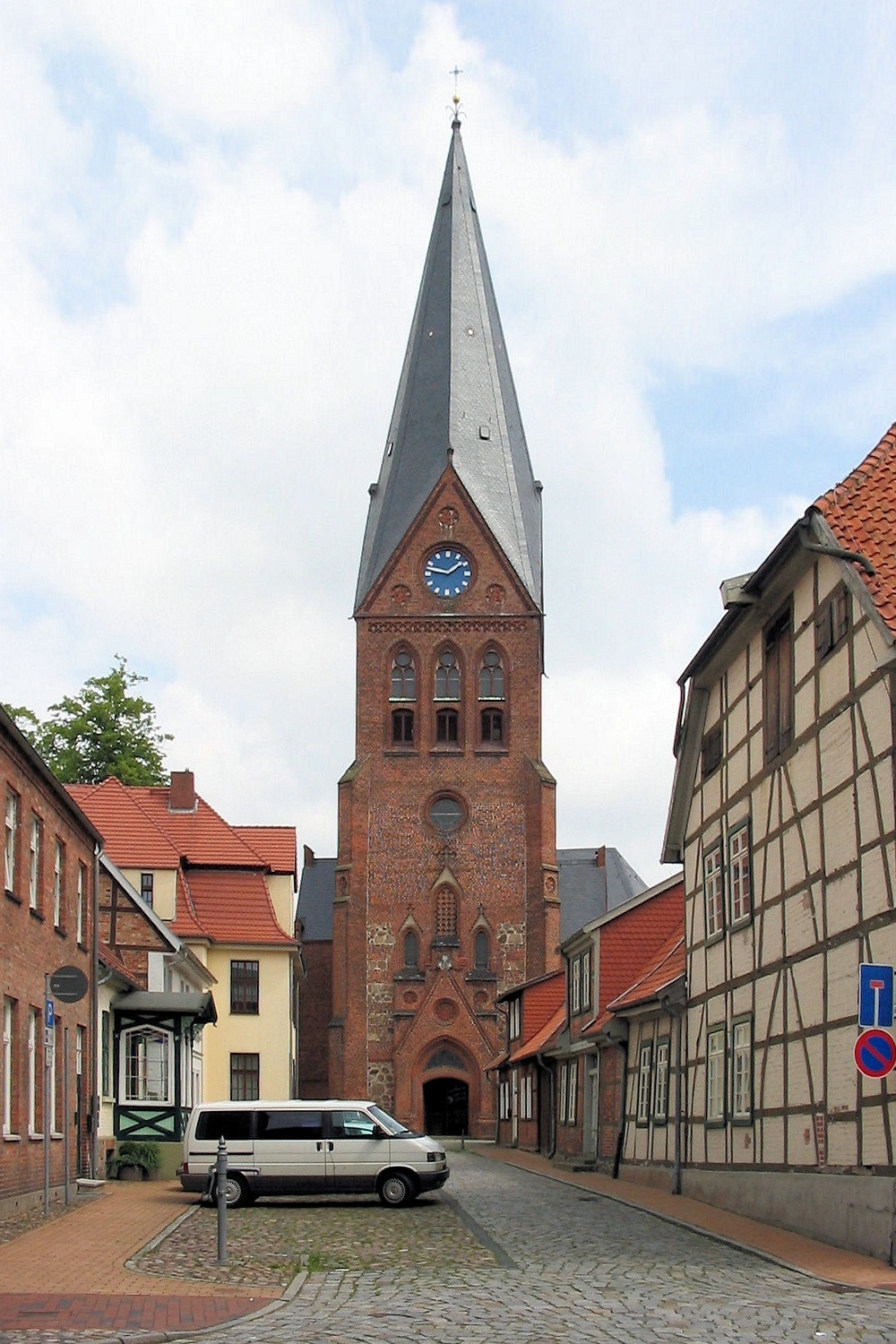
Кирха

## Известные люди
В городе родились
- Штефан Нимке (1978) — велогонщик, Олимпийский чемпион (2004)
- Гейнке, Фридрих (1852—1929) — немецкий зоолог.